# 西タイアラプ連合村
西タイアラプ連合村（にしタイアラプれんごうむら、タヒチ語・フランス語：Taiʻarapu-Ouest）は、フランス領ポリネシアのタヒチ島南東部のタヒチ・イティ半島の半分を占めるコミューンである。2022年の国勢調査では人口8,371人であった。
西タイアラプ連合村は以下の集落から成る：
- テアフポオ（Teahupo'o）- 2024年パリオリンピックのサーフィン競技の会場
- トアホトゥ（Toahotu）
- ヴァイラオ（Vairao）

コミューンの行政中心地はヴァイラオの集落である。
西タイアラプ連合村は新潟県長岡市と姉妹関係にある。